# 딩동댕 친구들 - 장난감의 비밀
 딩동댕 친구들 - 장난감의 비밀은 2019년 11월 11일부터 2020년 2월 7일까지 방영되었된 EBS 1TV 어린이 프로그램이다.

## 방송 시간
| 방송 채널 | 방송 기간                         | 방송 시간                            |
| --------- | --------------------------------- | ------------------------------------ |
| EBS 1TV   | 2019년 11월 11일 ~ 2020년 2월 7일 | 매주 평일 아침 8시 ~ 8시 20분 (20분) |

## 출연자

### 주요출연자
- 이하루-조하라
- 킁킁시장
- 이즈라- 이승리
- 캡틴 우주로 (정해철)
- 노라라-이명은
- 킹수수-김두진
- 마시&멜로
- 단추마녀-최라진
- 몬지

기타출연자
- 빠다콘
- 지퍼마녀
- 마녀협회회장
- 깜짝상자 선생님
- 노래짱
- 봉봉시의시장

### 캐릭터 설명
- 이하루:어느날 우연히 장난감나라에 온 인간아이,장난감나라를 구한 영웅이자 단추마녀(옛날의 보라공주)의 주인이었다.
- 킁킁시장:딩동시의 시장이다.한때는 악당 크르릉킁이었다. 그리고 옛날에는 마법능력을 가지고 있었지만 이즈라의 마법태엽을 만드는데 마법의 힘을 다 써버려서 이제는 마법을 쓸 수 없다.
- 이즈라:하루와 가장 친한 친구.화단을 잘 가꾸고,벌레를 잘 잡으며 친절하다.보름달이 뜨면 킁킁시장이 만든 마법태엽이 떨어지며 커진다. 엄청난 방귀쟁이이다. (킹수수tv 소동 편에서 처음으로 뀌었고, 이즈라의 비밀 편에서 거인이 되었을때 회오리바람 방귀를 뀐다는 것이 알려졌다. 사랑의 비눗방울 편에서는 비눗방울을 크게 불 수 있다며 비눗방울 채를 엉덩이에 대고 방귀를 뀌었다.. 덕분에 채가 부러졌다.)
- 캡틴 우주로:옛날 정의의 용사.지금은 고물상을 하고있다.
- 노라라:딩동시의 가수.봉봉시의 노래짱과 라이벌이자 친구다.귀찮은 것이 정말 많다.
- 킹수수:킹수수TV를 한다.빠다콘의 팬이자 빠다콘을 좋아한다.
- 마시&멜로:킁킁시장의 도움으로 딩동시에 샤르르카페를 운영하고 있다
- 단추마녀:악당.단추가루로 장난감친구들과 하루에게 피해를 입힌다.옛날에는 하루가 가장 아끼던 인형인 보라공주였으며,겉으로는 하루를 싫어하는 것 같지만 마음은 정반대다.지퍼마녀와 라이벌이며 하루가 자신을 버렸다고 오해를 하고 영원한 마법으로 하루를 인형으로 만들어 버린다. 하지만 하루가 자신을 찾고있었다는 사실을 알고 자신을 희생해 하루를 마법에서 풀어준다. 그리고 추억구슬을 통해 보라공주로 살아난다
- 몬지:장난감이 아닌 마법으로 만들어진 생명이다.단추마녀가 보라공주일 때 흘린 눈물이 먼지위에 떨어져 탄생했다.

기타출연자
- 빠다콘:연예인이다.킹수수의 첫사랑.킹수수를 좋아한다.
- 지퍼마녀:단추마녀보다 더한 악당이다.단추마녀에게 하루한테 복수할 기회를 준다.
- 마녀협회회장:마녀협회의 회장이다.
- 깜작상자선생님:언제 어디서 나타날지 모른다.장난감나라에 일어날 일을 예고한다.
- 노래짱:노라라와의 인기대결에서 이기기위해 단추마녀에게 도움을 받는다.
- 봉봉시의 시장:킁킁시장을 꼬꼬마시장이라고 놀린다.

## 같이 보기
- 딩동댕 유치원